# Collalto

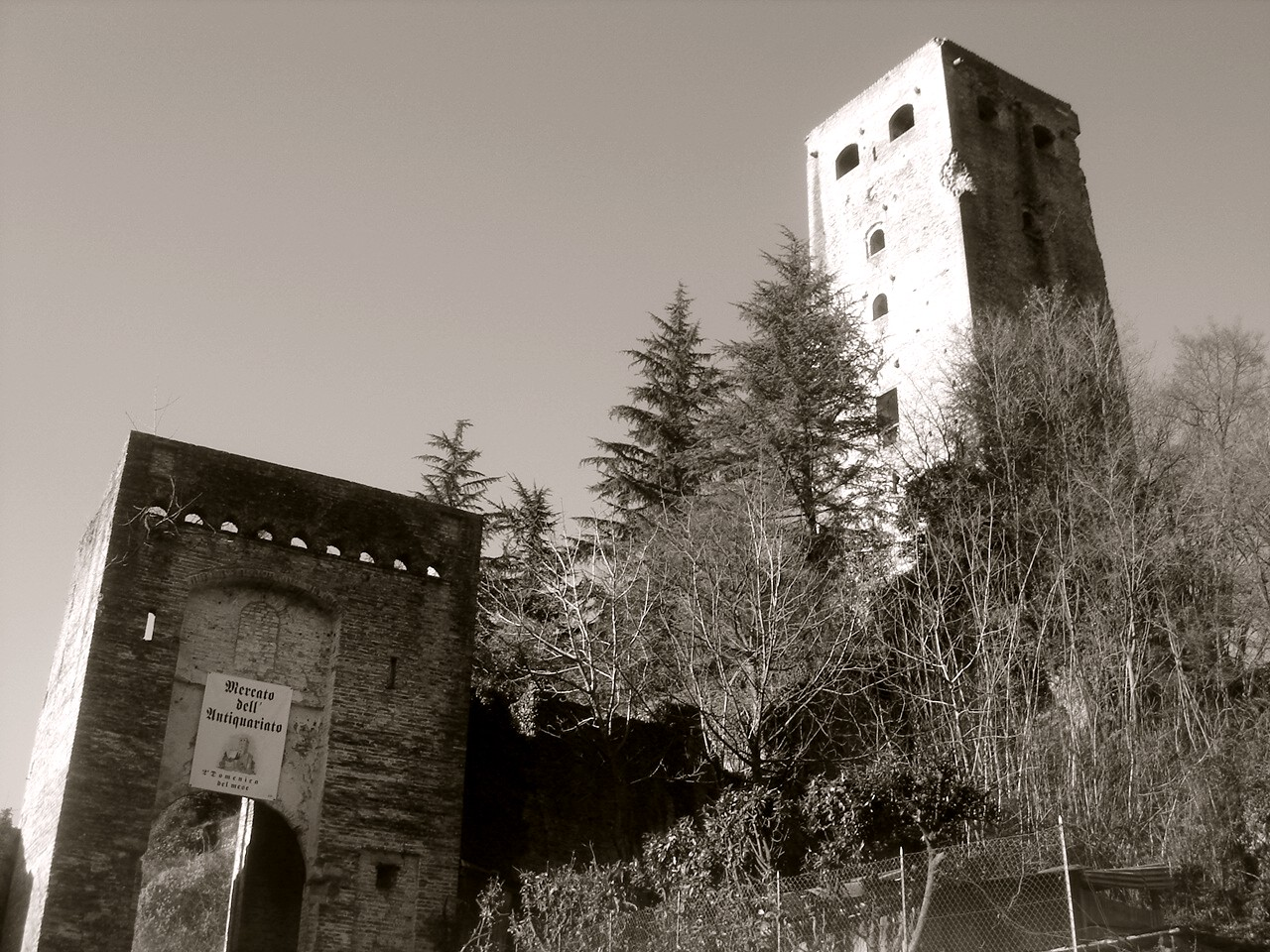
Il castello dei Collalto nell'omonima località.

I Collalto (o "di Collalto") sono una nobile casata di origine longobarda, che prende il proprio nome dall'omonima località, oggi frazione del comune di Susegana in provincia di Treviso.

## Le origini
Non si hanno prove certe sulle origini dei Collalto, ma sembrano veritiere le tradizioni che ritengono questa famiglia longobarda. Si può ragionevolmente ipotizzare che essi facessero parte di quell'aristocrazia guerriera che, con l'arrivo dei Franchi di Carlo Magno e la caduta di re Desiderio, passò da una sudditanza all'altra senza perdere le proprie prerogative di nobili.
Il primo membro documentato è Rambaldo I: il 25 ottobre 958 (o 959) il re d'Italia Berengario II e suo figlio Adalberto emisero un diploma con il quale gli donavano, probabilmente ex novo, la curia di Lovadina, con tutte le sue pertinenze, e il vicino bosco del Montello. Si trattava di zone strategiche, situate presso alcuni guadi sul fiume Piave; il sovrano era evidentemente interessato a difendere la Marca di Verona (da cui dipendeva anche il Trevigiano) dopo che questa era stata devastata dagli Ungari nei decenni precedenti.
Nel documento Rambaldo viene detto dilecto fideli nostro, ma non compare alcun riferimento alla carica di conte di Treviso. Il titolo è però attestato in uno scritto del 971 quando lo stesso Rambaldo, testimone ad un placito tenuto a Verona dal patriarca di Aquileia Reginaldo, è indicato come Comes Comitato Tarvisianense. Si presume, di conseguenza, che egli fosse stato nominato tale tra il 960 e il 971.
Si sa, inoltre, che Rambaldo aveva sposato la figlia di Berengario, Gisla. Tutto questo suggerisce che i primi membri della famiglia avessero aderito al partito dell'imperatore del Sacro Romano Impero nella lotta che oppose quest'ultimo al Papato (erano gli anni del Privilegium Othonis). Ne è ulteriore prova il diploma emesso nel 980 dall'imperatore Ottone II di Sassonia con il quale trasmetteva al conte di Treviso i diritti di Camera Regia sui suoi possedimenti nel comitato di Ceneda, compresi tra i torrenti Soligo e Raboso.
A partire da Rambaldo la genealogia dei Collalto continua ininterrotta sino ai giorni nostri. Dei suoi figli vengono ricordati: Byanzeno o Bianchino I, considerato capostipite dei Caminesi; Rambaldo II, che pure ottenne dall'imperatore vari privilegi; Gaiberto o Giberto. Apparteneva a questa famiglia anche Almerico, vescovo di Treviso attestato nel 1003.
Tra i privilegi ricevuti da Rambaldo II, va ricordato quello del 994 quando Ottone III di Sassonia gli confermò i propri diritti di conte sulla città di Treviso, donandogli altresì alcuni mansi in varie località del Trevigiano. Oltre a questi, anche un manso reale ubicato tra Mestre, Paureliano e Brendole, ovverosia tra Mestre, Parlan e Brendole; tale indicazione costituisce al momento il più antico documento attestante l'esistenza di Mestre.
Già prima dell'anno Mille, quindi, il loro patrimonio consisteva in numerose proprietà sparse tra i comitati di Treviso, Ceneda, Padova e Vicenza e, in particolare, nella giurisdizione sul territorio compreso tra il Piave, il Montello, la linea Montebelluna-Musano e la via Postumia.

## Titoli e Nobili
L'albero genealogico della famiglia Collalto non è stato mai studiato approfonditamente, ma prendendo le varie informazioni sugli studi finora editi.

### Conti di Collalto e San Salvatore
Il primo conte di cui si hanno certe e sicure fonte storiche fu Rambaldo o Regimbaldo, nome tipicamente longobardo che avvalora la tesi che sostiene l'origine longobarda della faglia Collalto.
- Rambaldo VII, conte di Collalto
- Ansedisio IV, conte di Collalto
- Rambaldo VIII, conte di Collalto, già conte di Treviso
- Schinella V (1313-1358), conte di Collalto
- Marco Carlo (m. 1372), conte di Collalto
- Pirro Rolando (m. 1440), conte di Collalto
- Rambaldo (m. 1451), conte di Collalto
- Vinciguerra, conte di Collalto
- Antonio, conte di Collalto
- Nicolo IV (1494 - 1546) conte di Collalto
- Rambaldo (1510-1560), conte di Collalto
- Annibale (1536-1607), conte di Collalto
- Ottavio (1583-1636), conte di Collalto
- Annibale (1615-1658), conte di Collalto
- Ottavio (1636-1716), conte di Collalto
- Odoardo (1682-1749), conte di Collalto
- Antonio Ottaviano (1719-1793), conte di Collalto
- Odoardo, conte di Collalto

Titolo elevato a principe

### Principi di Collalto e San Salvatore
Notizie sul titolo di Principe sono assai più scarse. Il titolo venne concesso nel 1822.
- Odoardo III, primo principe di Collalto e San Salvatore (28 aprile 1747-5 febbraio 1833)
- Antonio Ottaviano, secondo principe di Collalto e San Salvatore (5 agosto 1784-23 novembre 1854)
- Odoardo IV, terzo principe di Collalto e San Salvatore ( -24 marzo 1862)
- Emanuele Giuseppe, quarto principe di Collalto e San Salvatore (24 dicembre 1854-11 dicembre 1924)
- Manfredo VII, quinto principe di Collalto e San Salvatore (18 gennaio 1870-22 luglio 1940)
- Ottaviano, sesto principe di Collalto e San Salvatore (12 ottobre 1906-13 ottobre 1973)
- Manfredo VIII, settimo principe di Collalto e San Salvatore (26-novembre 1932-21 luglio 2004)
- Emmanuel de Croy-Collalto, ottavo principe di Collalto e San Salvatore (9 dicembre 1990-)

## Tra papato e impero
Durante il periodo che li vide a capo della città di Treviso, i Collalto dimostrarono una politica altalenante nei confronti delle autorità imperiale ed ecclesiastica. Se in un primo tempo, come si è visto, essi si dimostrarono fedeli sudditi del sovrano (cosa che permise loro di ampliare e consolidare il proprio potere), negli anni successivi strinsero solidi legami anche con la Chiesa mediante la fondazione di chiese, monasteri e ospedali. Spicca tra tutti l'abbazia di Nervesa, eretta nelle loro proprietà del Montello da Rambaldo III e dal 1062 passata sotto la diretta protezione del pontefice, ovvero fuori dalla giurisdizione del vescovo di Treviso.
L'allontanamento dalla fazione imperiale fu confermata a partire dal 1080 circa, con la lotta per le investiture. La cosa generò una netta spaccatura all'interno della vita pubblica trevigiana: mentre i conti di Treviso sostenevano la causa del Papato, il vescovo Rolando di Parma, appoggiava apertamente Enrico IV il Salico. La rivalsa del sovrano non tardò visto che alla famiglia venne revocato il titolo comitale che venne trasferito a Valfredo di Desenzano.
Successivamente i Collalto rientrarono nelle grazie dell'imperatore: nel 1116 Enrico V accolse l'esplicita richiesta dei figli di Rambaldo III, Ensedisio e Guido, e ripristinò loro titoli, privilegi e concessioni dietro il pagamento di un'ammenda di 800 libre (riuscirono a saldarla solo vendendo alcuni beni siti attorno a Mestre).

## Il Basso Medioevo

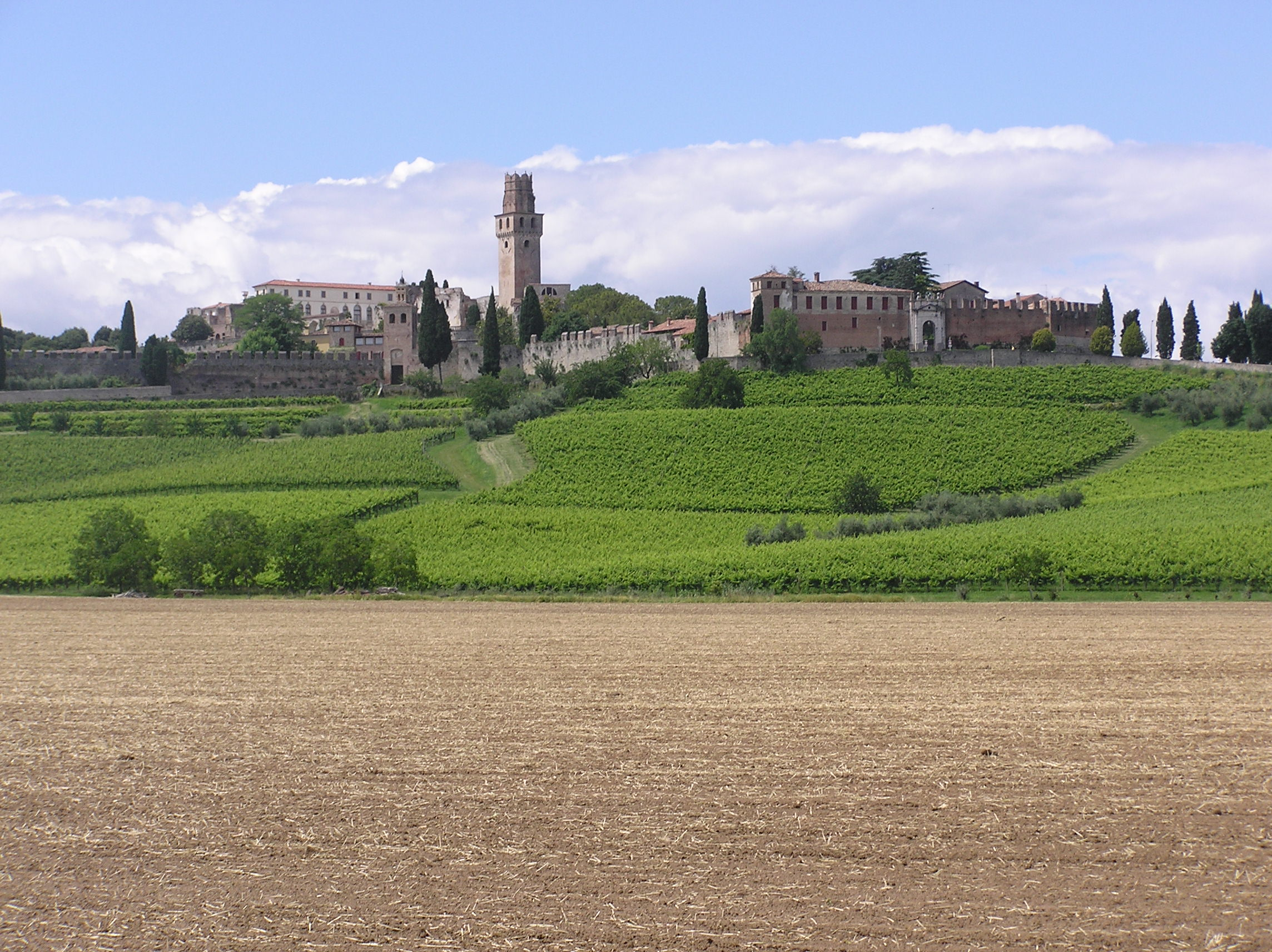
Castello di San Salvatore

Nel 1108 i Conti di Collalto eressero la Torre di Mestre dando così origine al nuovo sito (castello) della città.
Il vecchio Castello ("Castelvecchio") era sul sito del Castrum romano: si ergeva la dove si separavano i due rami del fiume Marzenego, ad occidente del borgo di San Lorenzo, pressappoco dove sorgeva l'ex ospedale Umberto I (l'accesso dal Terraglio era l'attuale via Castelvecchio).
Il primo centro fortificato di Collalto, posto su una collina rivolta al fiume Piave, è verosimilmente databile attorno al 1110 quando ad Ansedisio (o Ensedisio) furono assegnate quelle terre per controllare i guadi sul fiume. È documentata l'organizzazione amministrativa dei Collalto nel 1138.
Gli scritti antichi ricordano che Arsedisio e Widotto cedettero, nel 1117, alcuni territori della odierna provincia di Venezia all'Abbazia Sant'Ilario di Venezia, tra i quali Mirano, Scaltenigo, Vetrego: questi beni che erano stati ereditati da una loro ava, tale Gisla, moglie di Guido da Spoleto.
Nel 1245 il conte Schenella III acquistò la collina di San Salvatore, nei pressi di Susegana, da parte del podestà di Treviso Alberico da Romano.
Giuliana, figlia di Rambaldo VI, fondò, ai primi del XIII secolo, il monastero dei Santi Biagio e Cataldo a Venezia e, per aver dedicato l'intera vita al soccorso dei poveri, fu popolarmente considerata una santa.
Il centro del potere dei Collalto era centrato sui castelli di Collalto e di San Salvatore e quando nel 1312 (o 1321) Rambaldo VIII ricevette dall'imperatore Enrico VII la piena giurisdizione feudale, la contea divenne quasi un principato indipendente con leggi proprie (da ricordare gli Statuta Collalti). Mentre il castello di Collalto controllava amministrativamente anche le località di Falzè di Piave, Sernaglia (ora comune Sernaglia della Battaglia), Barbisano (ora frazione di Pieve di Soligo) e Refrontolo, quello di San Salvatore amministrava Santa Lucia di Piave, Colfosco di Susegana e Susegana.
Interessante fu la figura di Schinella VI. Per due anni (1379 - 1380) fu al servizio del Patriarca di Aquileia, nel 1387 lo si ritrova, in qualità di conte palatino, al seguito di Gian Galeazzo Visconti in Francia. Ma nel 1390 fu segnalato al servizio di Francesco Da Carrara contro i Visconti tanto che, quando Francesco morì (1393), fu tra i nobili presenti al funerale. Nel 1394 combatteva con i Da Camino a Ferrara e, nel 1395, fu a servizio dei Da Polenta a Rimini. Per aver sconfitto gli Ungari, invasori del Veneto, ricevette le riconoscenze (1413) del Doge della Repubblica di Venezia. Sembra sia spirato nel 1415.

## La Repubblica di Venezia
Dunque i Collalto, pur conservando formalmente la loro indipendenza, divennero patrizi della Repubblica di Venezia rivestendo incarichi nella magistratura e partecipando alla difesa della città. Ne è esempio Toso da Collalto che si distinse in diverse imprese belliche: dal 1527 al 1533 fu prevalentemente in Lombardia, escluso il 1532, quando fu impegnato presso l'isola di Corfù. Morirà attorno al 1540.
Nel 1623 Ferdinando II d'Asburgo, per ringraziare Rambaldo XIII degli indispensabili aiuti militari, assegnò alla famiglia alcuni territori e castelli in Moravia.
Nel 1806 Napoleone abolì le organizzazioni feudali e la contea si trasformò nel comune di San Salvador, attualmente comune di Susegana.

## Dall'Impero Asburgico ad oggi

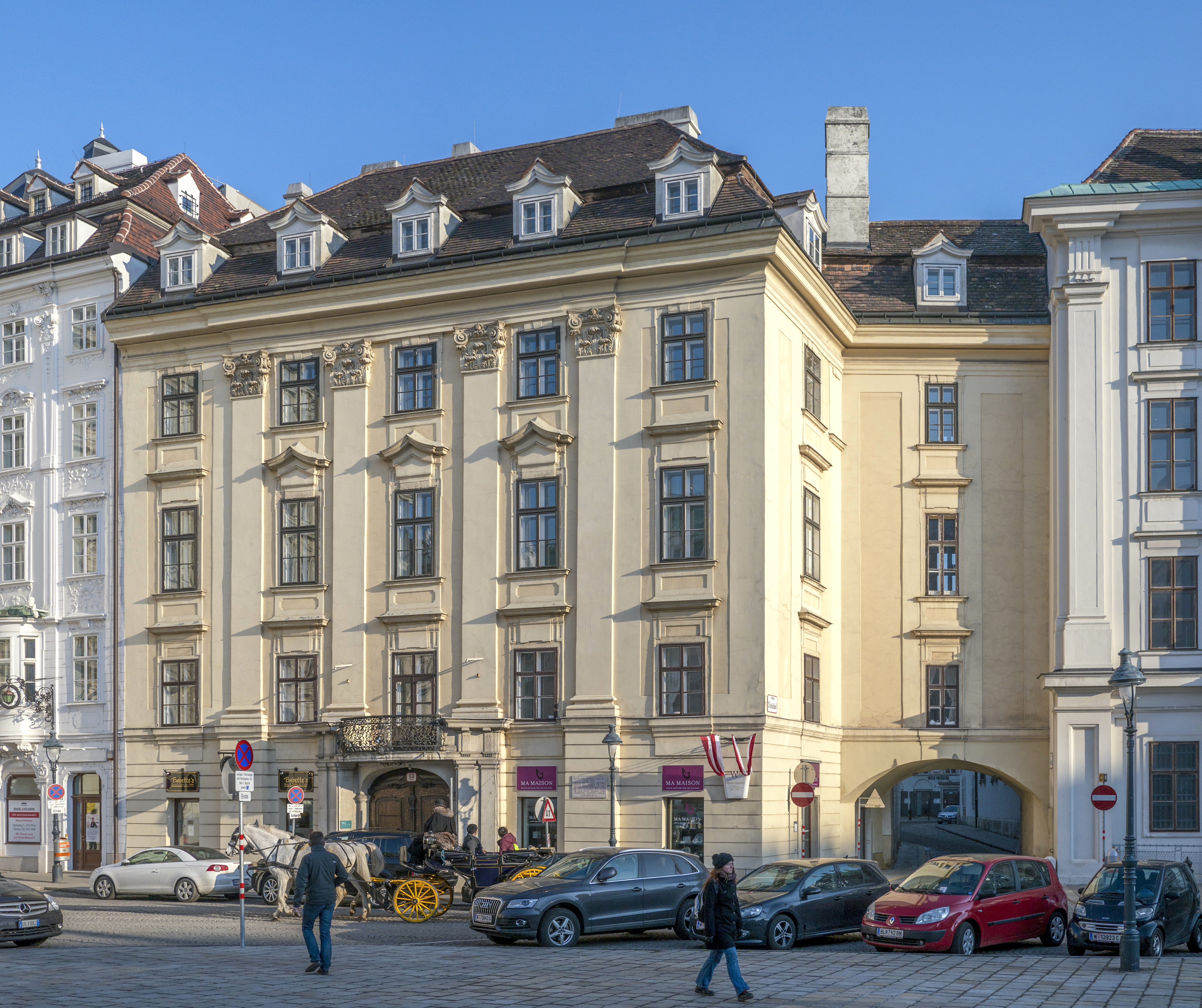
Palazzo Collalto a Vienna

Nel 1822, caduto da tempo Napoleone, gli Asburgo assegnarono ai primogeniti dei Collalto il titolo di principi dell'Impero. Primo fu Odoardo III (1747- 1833), con i titoli di "Principe di Collalto e San Salvatore, Patrizio Veneto e Nobile di Treviso; Comandante dell'Arsenale di Venezia, Podestà di Brescia, Inquisitore di Stato, Capo del Consiglio dei X, Generale a Palma e Ciambellano imperiale".

## La prima guerra mondiale
Lo scoppio della prima guerra mondiale vede i Collalto, di cittadinanza italiana e austriaca, trasferirsi in Austria; finita la guerra 1915-18 il governo italiano sequestrò i beni dei sudditi austriaci, ed i contadini sopravvissuti al disastro della guerra, credendo nelle vaghe promesse udite nelle trincee, speravano di liberarsi dal giogo umiliante della mezzadria. Dopo la guerra il Conte di Collalto ottenne però il riconoscimento dei suoi diritti, dopo la distruzione da parte italiana del castello di San Salvatore, uno dei più grandi del Veneto. .

## Attualità
Ora i terreni delle località dei Collalto e del Castello di San Salvatore sono valorizzati da una azienda vinicola gestita dagli attuali discendenti.

## Personaggi celebri
- Sofia di Colfosco (m. 1175), importante figura religiosa e militare,
- Beata Giuliana di Collalto (1186-1262), religiosa
- Rambaldo II di Collalto (Collalto, ... – 1038 circa) è stato un nobile feudatario italiano
- Rambaldo III di Collalto, fondatore assieme alla madre dell'Abbazia della Nervesa della Battaglia
- Pietro di Collalto (-) avrebbe originato la dinastia degli Hohenzollern. Essa si basa su una coincidenza toponomastica in quanto Hohenzollern in tedesco significa pressappoco "colle alto"[7]
- Matilde (Metilda) di Desenzano (Collalto, ... – 1114), sposò intorno al 1091 Ugo di Sabbioneta
- Collaltino di Collalto (Susegana 1523 – 1569), militare e poeta italiano
- Rambaldo VI di Collalto
- Rambaldo VIII di Collalto (Collalto, ... – 1325 circa) è stato un nobile feudatario italiano
- Manfredo da Collalto (... – 1321) è stato un vescovo cattolico italiano
- Rambaldo XIII di Collalto, Conte di Collalto, San Salvatore, etc, menzionato dal Manzoni nel "Promessi Sposi"
- Antonio Francesco conte di Collalto e San Salvatore (Mantova 7 maggio 1630 – 15 luglio 1696)
- Antonio Rambaldo di Collalto conte di Collalto e San Salvatore (San Salvatore 9 marzo 1681 - 26 dicembre 1740)[11]